# Rudolf Isay
Rudolf Isay (* 1. Januar 1886 in Trier; † 14. April 1956 in Bonn) war ein deutscher Jurist, Patentanwalt und Kartellfachmann.

## Werdegang
Isay wurde als Sohn des Kaufmanns Adolf Isay und seiner Ehefrau Jenny, geb. Michaels, in Trier geboren. Der Jurist Hermann Isay (1873–1938) war sein Bruder.
Isay studierte ab 1904 Rechtswissenschaften und promovierte 1908 an der Universität Bonn. Er arbeitete ab 1911 als Patentanwalt in der Kanzlei von Eduard Reimer und seines Bruders Hermann Isay und wurde beim Berliner Kammergericht zugelassen. Weil Lizenzverträge seinerzeit regelmäßig zur Bildung von Kartellen (Patentverwertungsgemeinschaften) genutzt wurden, gehörte neben dem Patentwesen auch die damit zusammenhängende Ausgestaltung von Kartellverträgen zum Arbeitsfeld eines Patentanwalts. Während der Weimarer Republik stieg die Sozietät Isay zu einer der bedeutendsten Wirtschaftsrechts-Kanzleien im hauptstädtischen Berlin auf.
Rudolf Isay war Bauherr eines von dem Architekten Fritz August Breuhaus de Groot entworfenen und in den Jahren 1930/1931 in Berlin-Dahlem am Hüttenweg 9 erbauten Einfamilienhauses.
Im NS-Staat wurden die Brüder Isays diskriminiert und erhielten Berufsverbot, da sie – obwohl nicht gläubig – der Herkunft nach und somit für die Behörden „rassisch“ Juden waren. Rudolf Isay wanderte aufgrund der anhaltenden Probleme 1935 mit seiner Frau Isabella Trimborn nach Brasilien aus und betätigte sich bis 1951 als Kaffeepflanzer und Viehzüchter in der deutschen Ansiedlung Rolândia.
Sechs Jahre nach Kriegsende kehrte er nach Deutschland zurück und lehrte bis 1956 als Professor für Rechtswissenschaft an der Universität Bonn.

## Wirkung
Rudolf Isay war ein prominenter akademischer Vertreter der deutschen Kartellbewegung des 20. Jh. Er hatte sich dabei auf das Patentwesen (wichtig für Technologiekartelle) spezialisiert. In den 1950er Jahren wurde er zu einem profilierten Vertreter einer Wettbewerbsordnung unter grundsätzlicher Zulassung von Kartellen.  Isay hatte den Vorteil, durch seine Auswanderung politisch unbelastet zu sein, wohingegen die meisten deutschen Kartellanhänger entweder Sympathisanten des Nationalsozialismus gewesen waren oder aber sich irgendwie mit dem Regime hatten arrangieren müssen. Die noch vorhandene deutsche Kartellbewegung schmückte sich folglich gern mit Isay.
Allerdings stand dessen wirtschaftspolitische Ausrichtung – aufgrund der von den Alliierten angeordneten Dekartellierung – nach 1945 auf letztlich verlorenem Posten.

## Schriften
- Der Schadensersatzanspruch des Besitzers und des Eigentümers bei Beschädigung der Sache, Diss. Bonn 1908.
- Die Patentgemeinschaft im Dienste des Kartellgedankens, Mannheim 1923.
- Le droit minier des principaux États civilises / trad. par André Ballot,.Avec un avant-propos de Édouard Lambert, Paris 1930.
- Die verfehlte Konzeption des deutschen Kartellgesetzentwurfs, in: Wirtschaft und Wettbewerb, 1/2 (1952), H. 11, S. 694–697.
- Gegenvorschlag zum Regierungsentwurf eines Gesetzes gegen Wettbewerbsbeschränkungen, in: Wirtschaft und Wettbewerb, 4 (1954), Nr. 2, S. 100–117.
- Die Geschichte der Kartellgesetzgebungen, Berlin 1955.
- Die juristische Technik der Wirtschaftslenkung (postum) in: Festschrift zum 70. Geburtstag von Walter Schmidt-Rimpler, 1957, S. 403–428.
- Aus meinem Leben (postum), Weinheim 1960.